# Stefan Janoski
Stefan Janoski, né en 1979, est un skateboarder professionnel et un artiste américain. Il a une chaussure à son nom chez Nike SB. 

## Biographie
La ville natale de Janoski est Vacaville, en Californie. Il a commencé le skateboard en 1992. Janoski a expliqué plus tard dans un segment promotionnel Nike,, qu'il avait essayé d'imiter Mike Carroll après la partie vidéo de Carroll dans Virtual Reality de Plan B Skateboards. Dans une interview d'août 2013, Janoski a fourni une description de la scène du skateboard à Vacaville:
La scène du skate à Vacaville vers 1992 était d'environ 12 personnes ou moins. À mon école, c'était moi et un ou deux autres patineurs. La plupart du temps, j'ai patiné avec mes amis Josh Jameson, Brian Glosser et quelques gars qui avaient 40 ou 50 ans de plus que moi. Soit ça, soit je patinais seul sur une route de campagne goudronnée. 